# Jean-Luc Fournier
Jean-Luc Fournier (Nendaz, 23 settembre 1956) è un ex sciatore alpino svizzero.

## Biografia
Gigantista puro originario di Haute-Nendaz, Fournier ottenne i primi risultati della sua carriera nella stagione 1976-1977: in Coppa del Mondo colse il suo primo piazzamento di rilievo il 2 gennaio a Ebnat-Kappel (10º), mentre in Coppa Europa fu 3º sia nella classifica generale sia in quella di specialità. Il 10 dicembre dello stesso anno sulle nevi di Val-d'Isère, in Francia, conquistò il primo podio in Coppa del Mondo, arrivando 3º alle spalle dello svedese Ingemar Stenmark e dello svizzero Heini Hemmi.
Ai XIII Giochi olimpici invernali di Lake Placid 1980, sua unica presenza olimpica, non completò lo slalom gigante ma prese parte anche alla prova di slalom speciale, piazzandosi 23º. Il 2 febbraio 1981 a Schladming giunse per l'ultima volta tra i primi tre in Coppa del Mondo, dietro a Stenmark e all'austriaco Hans Enn; in seguito partecipò, nella stessa località, ai Mondiali del 1982, piazzandosi 8º. Concluse l'attività agonistica al termine di quella stessa stagione 1981-1982: il suo ultimo piazzamento in Coppa del Mondo fu l'11º posto ottenuto a Kranjska Gora il 19 marzo.

## Palmarès

### Coppa del Mondo
- Miglior piazzamento in classifica generale: 19º nel 1978
- 4 podi (tutti in slalom gigante):
  - 4 terzi posti

### Coppa Europa
- Miglior piazzamento in classifica generale: 3º nel 1977[1]

### Campionati svizzeri
- 1 medaglia[senza fonte] (dati parziali, dalla stagione 1977-1978):
  - 1 oro (combinata nel 1978)[senza fonte]